# جوزيف فاينس
جوزيف فاينس (بالإنجليزية: Joseph Fiennes)‏ ممثل إنجليزي من مواليد 27 مايو 1970 , اشتهر بدور ويليام شكسبير في فيلم شكسبير في الحب، شارك أيضًا بأفلام عدة منها العدو على الأبواب. وهو شقيق الممثل رالف فاينس.

## حياته الشخصية
تلك الشخصيه عالميه

## قائمة أعماله

### الأفلام
- سرقة الجمال (1996) - Christopher
- شكسبير في الحب (1998) - William Shakespeare
- إليزابيث (1998) - Robert Dudley, Earl of Leicester
- Martha, Meet Frank, Daniel and Laurence (1998) - Laurence
- Forever Mine (1999) - Manuel Esquema/Alan Riply
- Rancid Aluminium (2000) - Sean Deeny
- العدو على الأبواب (2001) - Commisar Danilov
- Dust (2001) - Elijah
- Leo (2002) - Stephen
- Killing Me Softly  [لغات أخرى]‏ (2003) - Adam
- سندباد: أسطورة البحار السبع (2003) (تمثيل صوتي) - Proteus
- Luther (2003) - Martin Luther
- تاجر البندقية (2004) - Bassanio
- The Great Raid (2005) - Major Gibson
- Man to Man  [لغات أخرى]‏ (2005) - Jamie Dodd
- الركض بالمقصات (2006) - Neil Bookman
- The Darwin Awards  [لغات أخرى]‏ (2006) - Michael Burrows
- Goodbye Bafana (2007) - James Gregory
- The Escapist  [لغات أخرى]‏ (2008) - Lenny Drake
- The Red Baron (2008) - Captain روي براون
- Pretty/Handsome (2008) - Bob Fitzpayne
- You Me and Captain Longbridge (2008) - Narrator
- Spring 1941 (2008) - Artur Planck
- Against the Current  [لغات أخرى]‏ (2009) - Paul Thompson

### التلفاز
- فلاش فورورد (2009) - Mark Benford

### المسرحيات
- المرأة ذات الرداء الأسود, Fortune Theatre London (1993)
- A Month in the Country  [لغات أخرى]‏, Belyaev, Guildford, Richmond and the Albery Theatre London (1994)
- منظر من على الجسر  [لغات أخرى]‏, Rodolpho, Guildford, Bristol Old Vic, Strand Theatre London (1995)
- ابن الإنسان, Jesus Christ, Royal Shakespeare Company, London (1996)||(1997)
- أطفال الفردوس, Lacenaire, Royal Shakespeare Company, London (1996)
- ترويلوس وكريسيدا, Troilus, Royal Shakespeare Company, Stratford Upon Avon and London (1996)||(1997)
- The Herbal Bed, Rafe Smith, Royal Shakespeare Company, Stratford Upon Avon and London (1996)||(1997)
- كما تحبها, Silvius, Royal Shakespeare Company, London (1997)
- Real Classy Affair, Billy, Royal Court Theatre Company, London (1998)
- Christopher Marlowe's Edward II  [لغات أخرى]‏, Edward II, Crucible Theatre, Sheffield (2001)
- War Poet's Reading, Apollo Theatre (2001)
- عطيل, Iago, West End, London (2002)
- الحب مجهود ضائع, Berowne, Royal National Theatre, London (2003)
- Epitaph for George Dillon, George Dillon, Royal National Theatre, London (2005)||(2006)
- 2,000 Feet Away, Deputy, Bush Theatre, London (2008)
- سيرانو دي برجراك, Cyrano, Chichester Festival Theatre (2009)

## الجوائز

### الترشيحات
- 1998 - جمعية لاس فيغاس لنقاد السينما for Most Promising Actor - شكسبير عاشقا
- 1999 - Blockbuster Entertainment Award for Favorite Male Newcomer - شكسبير عاشقا
- 1999 - جائزة اختيار النقاد للأفلام for Breakthrough Artist - إليزابيث
- 1999 - جمعية شيكاغو لنقاد السينما for Most Promising Actor - شكسبير عاشقا
- 1999 - جوائز إم تي في للأفلام for Best Kiss (with جوينيث بالترو) - شكسبير عاشقا
- 1999 - جائزة نقابة ممثلي الشاشة for Outstanding Performance by a Cast - شكسبير عاشقا
- 1999 - جائزة البافتا لأفضل ممثل في دور رئيسي for Best Performance by an Actor in a Leading Role - شكسبير عاشقا
- 1999 - جوائز إم تي في للأفلام for Best Breakthrough Male Performance - شكسبير عاشقا
- 1999 - جائزة نقابة ممثلي الشاشة for Outstanding Performance by a Male Actor in a Leading Role - شكسبير عاشقا
- 1999 - جائزة اختيار المراهقين for Sexiest Love Scene - شكسبير عاشقا
- 2005 - جائزة ساتالايت for Best Actor in a Supporting Role, Comedy or Musical - تاجر البندقية (فيلم 2004)

## وصلات خارجية
- جوزيف فاينس على موقع IMDb (الإنجليزية)
- جوزيف فاينس على موقع روتن توميتوز (الإنجليزية)
- جوزيف فاينس على موقع مونزينجر (الألمانية)
- جوزيف فاينس على موقع ألو سيني (الفرنسية)
- جوزيف فاينس على موقع ميوزك برينز (الإنجليزية)
- جوزيف فاينس على موقع تيرنر كلاسيك موفيز (الإنجليزية)
- جوزيف فاينس على موقع أول موفي (الإنجليزية)
- جوزيف فاينس على موقع قاعدة بيانات الأفلام السويدية (السويدية)
- جوزيف فاينس على موقع إن إن دي بي (الإنجليزية)
- جوزيف فاينس على موقع ديسكوغز (الإنجليزية)
- Joseph Fiennes in Angola BBC News
- Goodbye Bafana - Official movie site
- The Peerage Site
- The Carte Noire Readers نسخة محفوظة 22 مارس 2018 على موقع واي باك مشين.